# Liste der Diadochenreiche
Folgende Diadochenreiche gab es nach Alexanders Tod:
- Ägypten (Ptolemaios)
- Areia (Stasandros)
- Armenien (Neoptolemos)
- Babylon (Seleukos)
- Gedrosien-Arachosien (Sibyrtios)
- Groß-Medien (um Ekbatana, Peithon)
- Kappadokien (Nikanor)
- Karien (Asandros)
- Karmanien (Tlepolemos)
- Kilikien (Philoxenos)
- Lydien (Kleitos der Weiße)
- Makedonien (Antipatros)
- Medien (nördl. Teil, Atropates)
- Mesopotamien (Amphimachos)
- Parapanisaden (Oxyartes)
- Parthien (Philippos)
- Persis (Peukestas)
- Phrygien (Antigonos)
- Phrygien am Hellespont (Leonnatos)
- Susia (Antigenes)
- Syrien (Laomedon)
- Thrakien (Lysimachos)